# Cepheus latus
Cepheus latus är en kvalsterart som beskrevs av Koch 1835. Cepheus latus ingår i släktet Cepheus och familjen Cepheidae. Inga underarter finns listade i Catalogue of Life.